# Lager (Maschinenelement)
Als Lager bezeichnet man im Maschinen- und Gerätebau ein Element (Maschinenelement) zum Führen gegeneinander beweglicher Bauteile. Es zählt zusammen mit dem technischen Gelenk zu den Führungselementen.

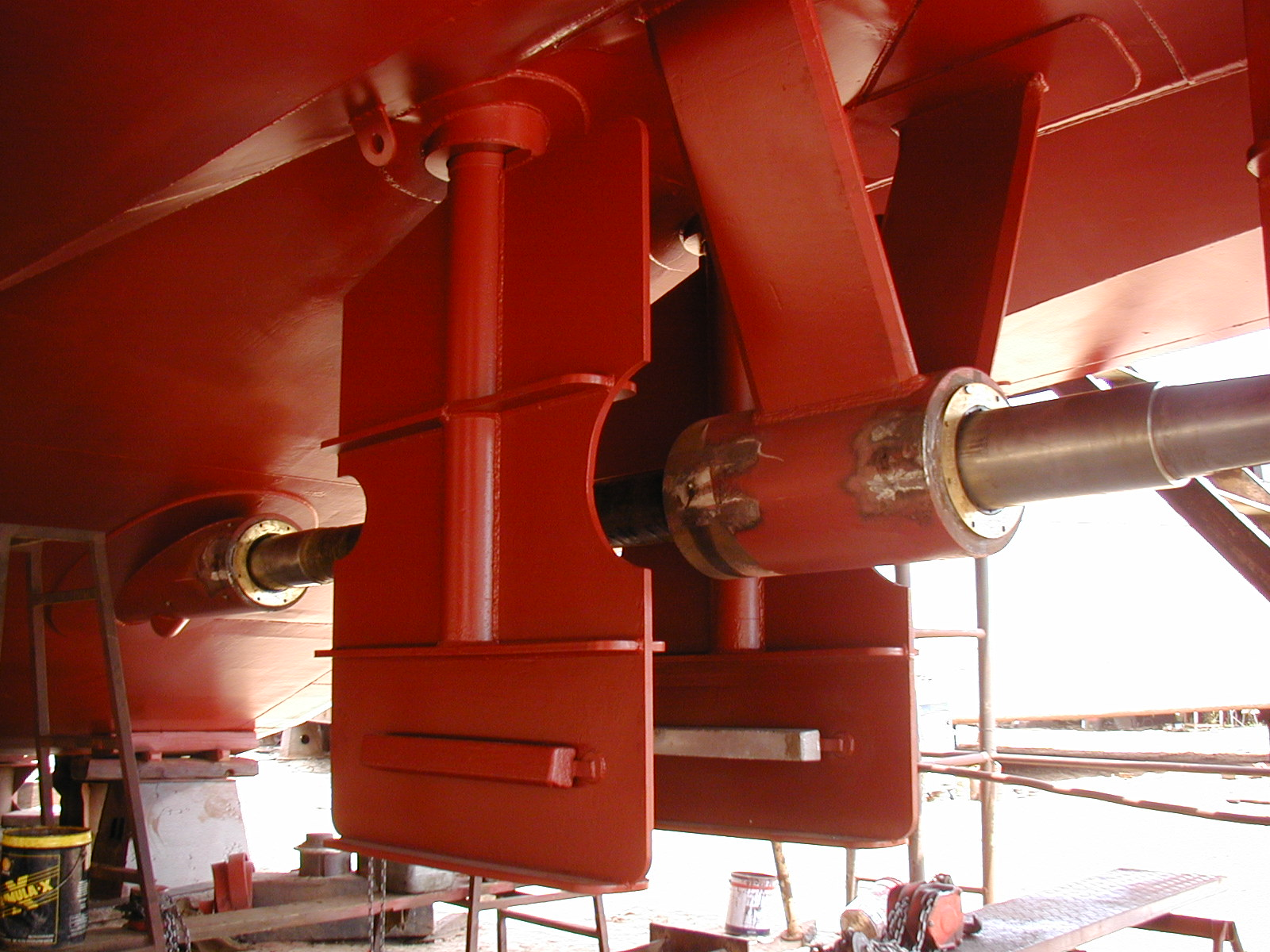
Antriebswelle einer Schiffsschraube in zwei radialen Gleitlagern

Lager ermöglichen Bewegungen in erwünschten Freiheitsgraden und verhindern Bewegungen in den unerwünschten Freiheitsgraden.
Am häufigsten werden einfache Drehlager (Radiallager) und Linearlager eingesetzt. In beiden Fällen gibt es genau einen ({\displaystyle f=1}) erwünschten Freiheitsgrad. Beim Radiallager ist nur die Rotation, beim Linearlager nur die Translation möglich
(frei). Manche Radiallager lassen zusätzlich die Translation in Richtung der Drehachse zu, haben somit {\displaystyle f=2} (Beispiel: radiales Gleitlager). Radiallager, die diese Translation nicht erlauben, werden auch als Radial-Axial-Lager (Radiallager) bezeichnet. Ein Drehlager, das drei Rotationen zulässt, ist das sogenannte Kugelgelenk mit {\displaystyle f=3}. (Zwei der drei Rotationen sind in der Praxis in ihrem Bewegungsradius eingeschränkt, d. h. der mögliche Drehwinkel ist deutlich kleiner als 360°.)
Je nach Bauform bzw. angewandtem Wirkprinzip werden Gleit- und Wälzlager unterschieden. Beim Gleitlager berühren sich die gegeneinander beweglichen Teile oder sind mehr oder weniger durch einen Schmierfilm (flüssig, seltener gasförmig) voneinander getrennt. Beim Wälzlager befinden sich Wälzkörper (Kugeln oder Rollen), die eine Wälzbewegung durchführen, zwischen den Teilen.

## Unterscheidung nach Freiheitsgrad
Die meisten gängigen Lagernamen deuten nicht auf die vorhandenen Freiheiten hin, sondern auf die unterbundenen Freiheiten in der relativen Bewegung zwischen den beiden Lagerteilen.

### Radiallager
Ein Radiallager ist ein Drehlager, wobei das drehende Teil in der Regel eine axial ausgedehnte Welle ist. Es unterbindet zwei Freiheiten in radialer Richtung ihres kreisförmigen Querschnitts oder quer zur Wellenachse und wird deshalb auch Querlager genannt. Die Anzahl gewünschter Freiheitsgrade ist {\displaystyle f=1,} drei weitere Freiheiten sind zu verhindern. In der Regel werden der Welle nur die beiden anderen Rotationen verwehrt, indem das Lager deutlich axial ausgedehnt gestaltet wird. Die entsprechende Kipp-Beanspruchung wird aber vermieden, wenn die Welle an beiden Enden mit je einem Lager ausgestattet wird. Die dritte Translation in Richtung der Drehachse ist üblicherweise nur beim Rillenkugellager deutlich belastbar unterbunden. Ein Dreh-Gleitlager hat {\displaystyle f=2} Freiheitsgrade, wenn es nicht als Radiallager ausgebildet wird.

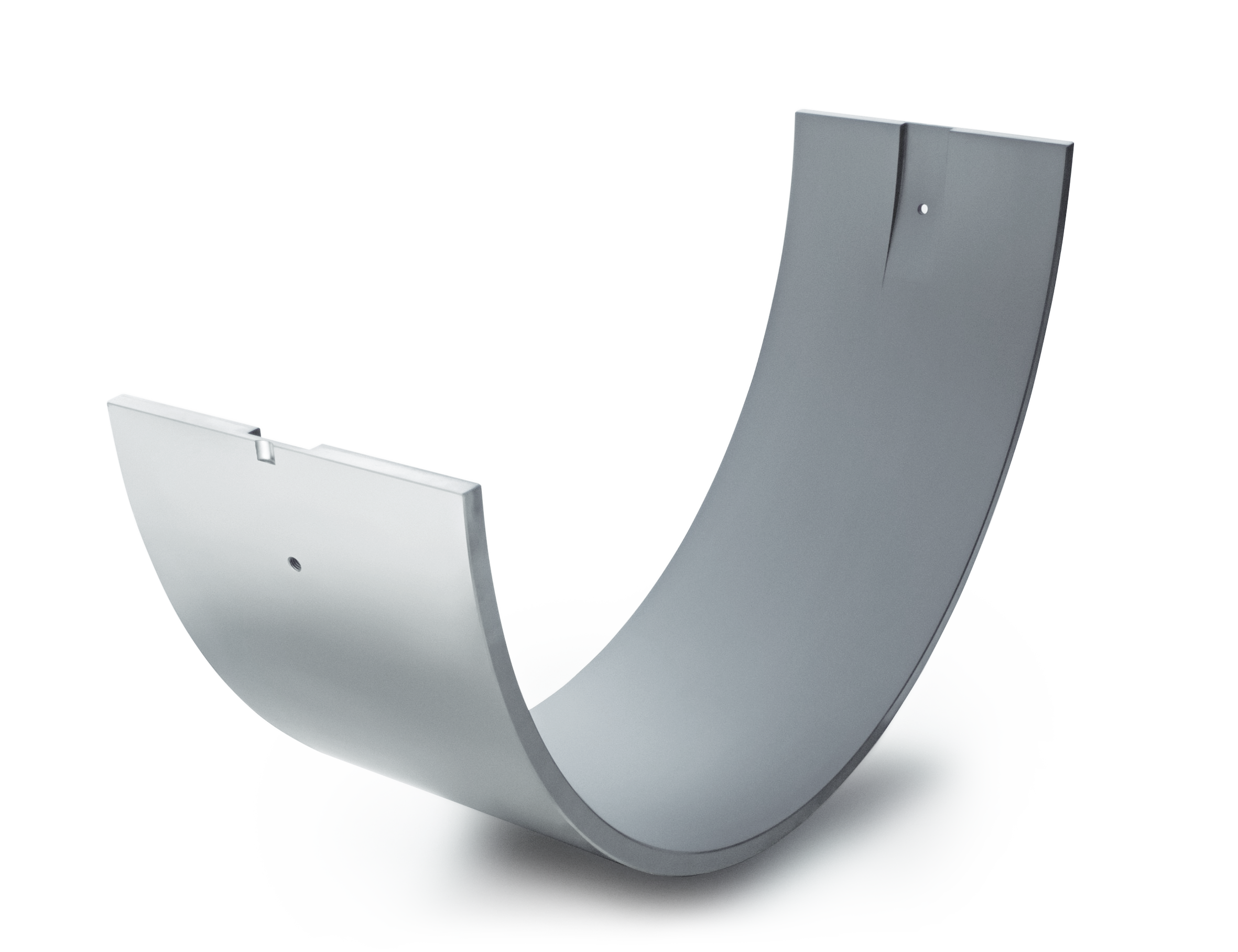
Radiallager Gleitlager

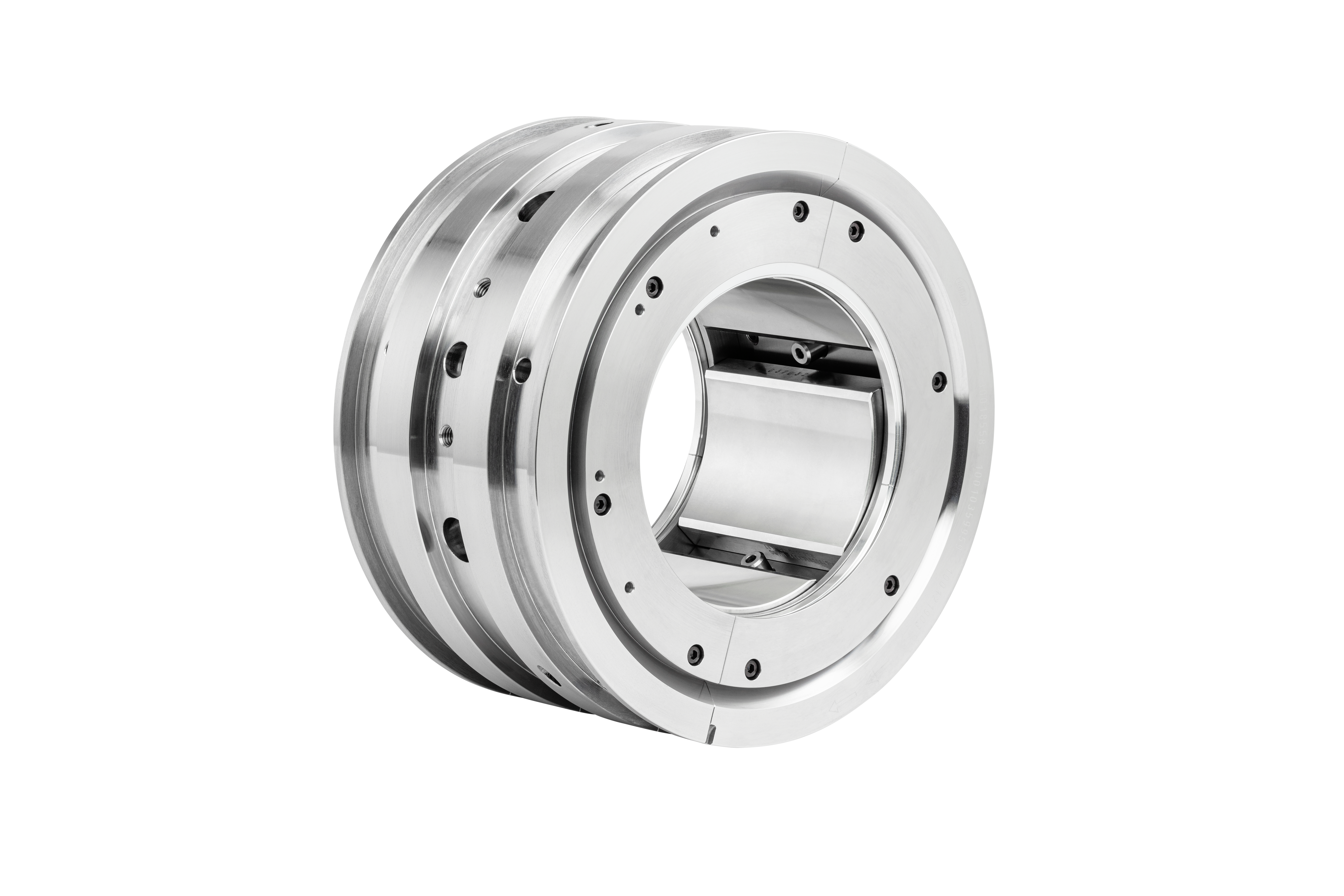
Radialkippsegmentlager Gleitlager

Eine weitere gängige Bezeichnung ist Traglager. Damit wird darauf eingegangen, dass Betriebskräfte in der Regel nur radial über das Lager auf das Maschinengestell wirken, das heißt, abzutragen sind. Selbst das Eigengewicht der Welle wirkt im Lager nur radial, wenn diese horizontal angeordnet ist.

### Axiallager
Auch wenn keine axialen Kräfte vorhanden sind, muss eine Welle daran gehindert werden, axiale Bewegungen ausführen zu können. Diese eine Freiheit ist ihr zu verwehren. Wenn deutliche axiale Kräfte aus Betrieb oder Gewicht vorhanden sind, ist ein besonderes Axiallager nötig, das für diese Kräfte ausgelegt ist.

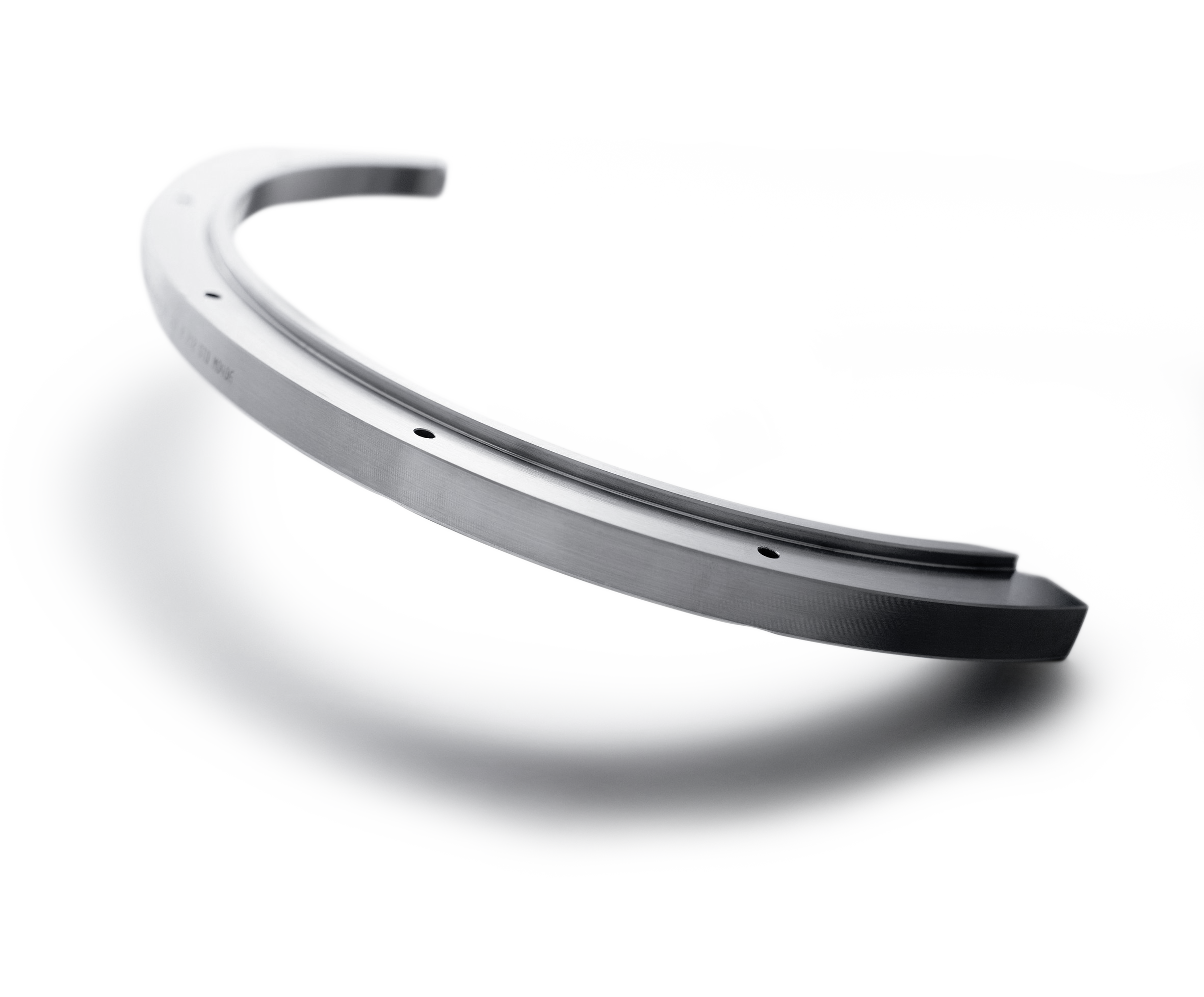
Axiallager Gleitlager

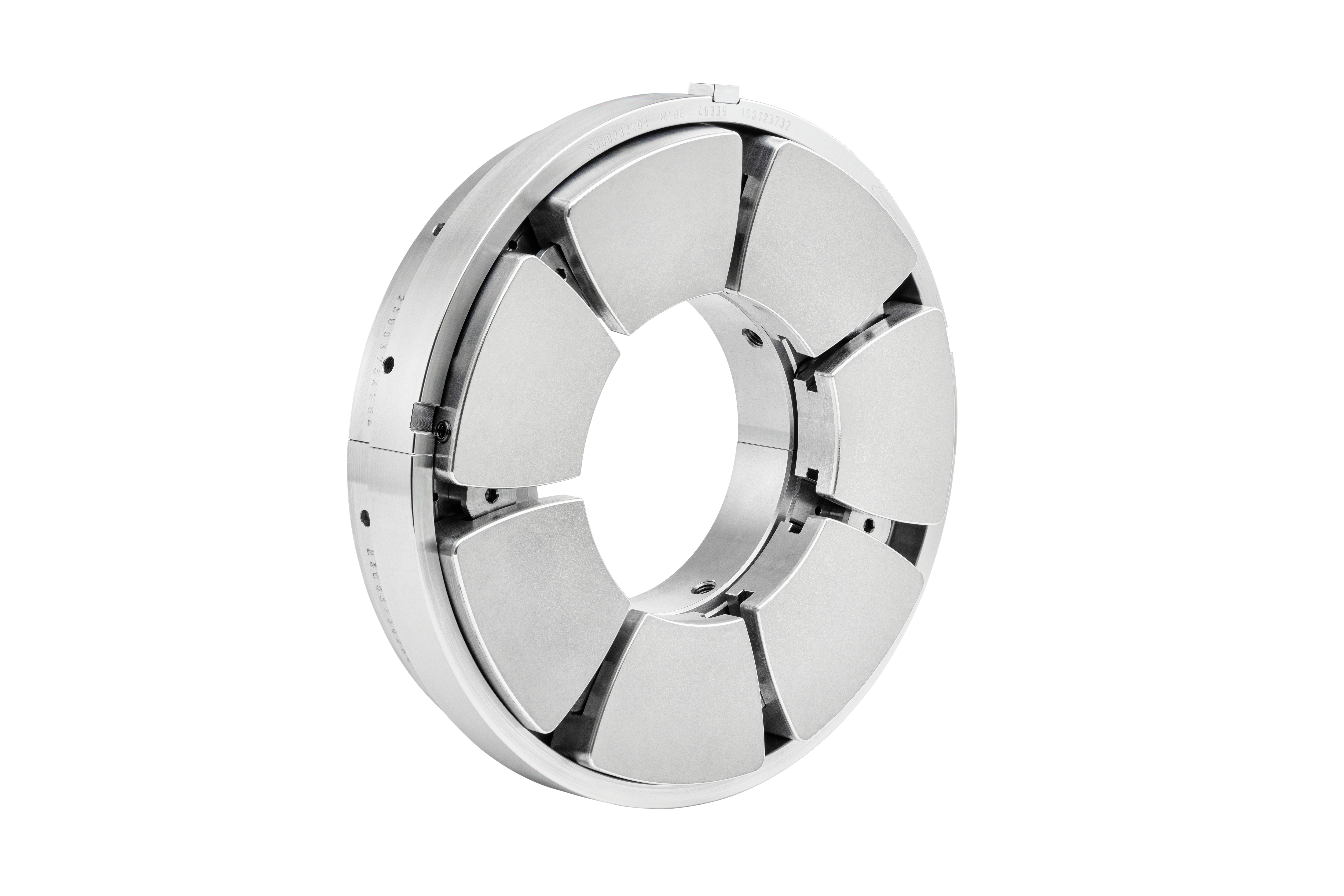
Axialkippsegmentlager Gleitlager

Andere gängige Bezeichnungen sind Längslager, Drucklager und Spurlager. Es heißt Drucklager, weil zwischen den beiden gepaarten Gleitlagerteilen nur Druckkräfte übertragbar sind. Im Wälzlager ist die Art der Paarung gleich, nur die Zahl der Paarungen ist infolge der dazukommenden Wälzkörper größer als eins. Bei axialer Lagerung wird damit darauf hingewiesen, dass zwei axiale Paarungen/Lager nötig sind.

### Radial-Axial-Lager (Radiaxlager)

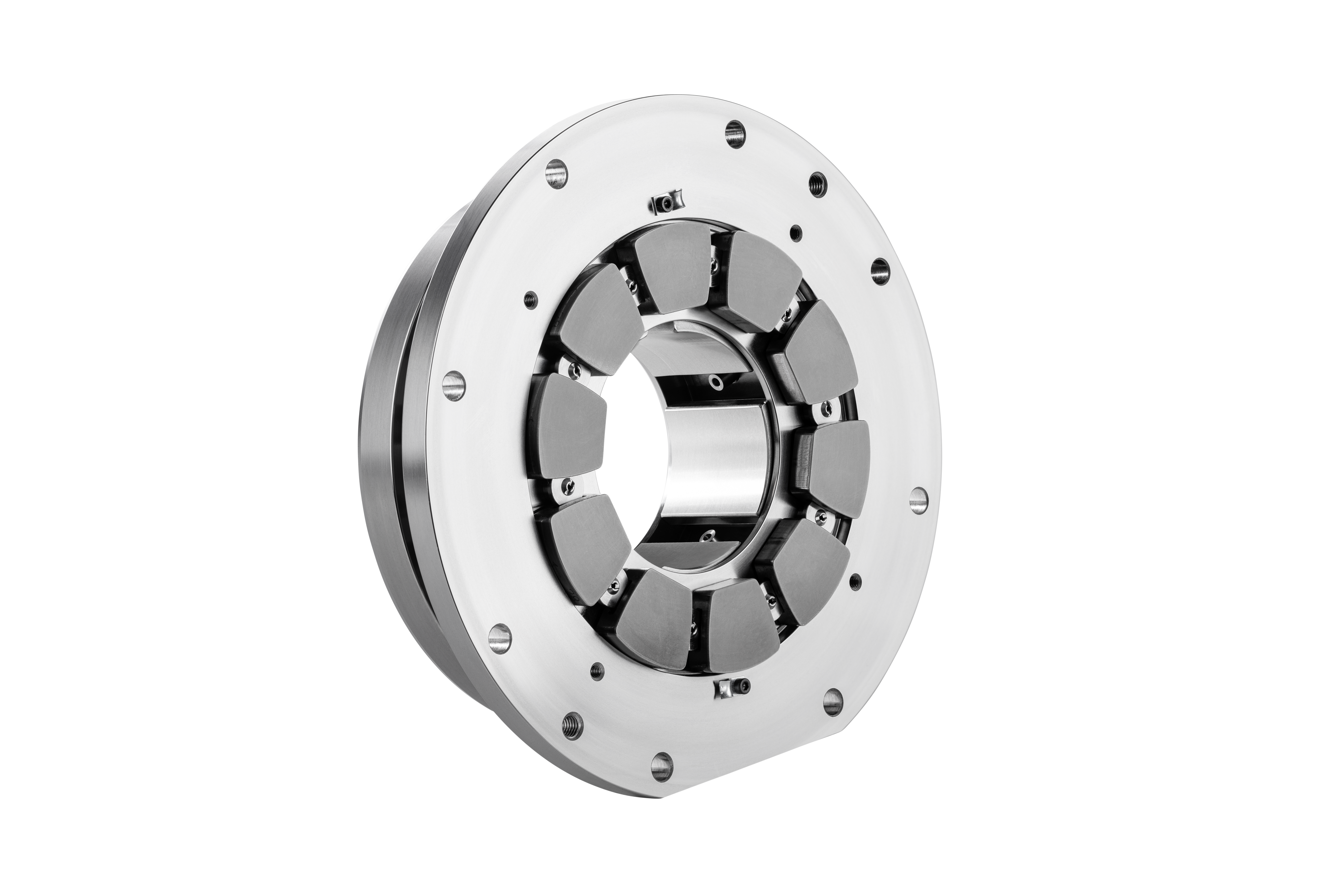
Kombinationslager Gleitlager

Radiaxlager sind eine Kombination aus Radial- und Axiallager und erlauben der Welle entsprechend nur die Drehung in Umfangsrichtung ({\displaystyle f=1}). Dies trifft unter anderem auf gewöhnliche Rillenkugellager zu, die allerdings bei Aufnahme von Axialkräften einem größeren Verschleiß unterliegen. Ein Gleitlager kann durch zwei als Anschlag wirkende Lagerpaarungen ergänzt werden, um Axialkräfte in beiden Richtungen aufzunehmen.
Ein Spitzenlager (Körnerlager) an den Enden einer Welle kann ebenfalls Kräfte in axialer und radialer Richtung aufnehmen. Für ein vollwertiges Radiaxlager, das Axialkräfte in beiden Richtungen aufnimmt, werden zwei Spitzenlager benötigt.

### Linearlager
Ein Linearlager wird zum Führen einer geradlinigen Bewegung zwischen zwei Körpern benutzt. Der Anzahl der Freiheitsgrade ist {\displaystyle f=1.} Es ist das einzige Lager, aus dessen Namen erkennbar ist, was es erlaubt (nicht, was es verhindert).
Lineargleit- und Linearkugellager sind auf Rundstangen geführte Buchsen mit {\displaystyle f=2,} weshalb zwei davon parallel montiert angewendet werden, um die Freiheit Rotation zu unterbinden.

## Unterscheidung nach Wirkprinzip

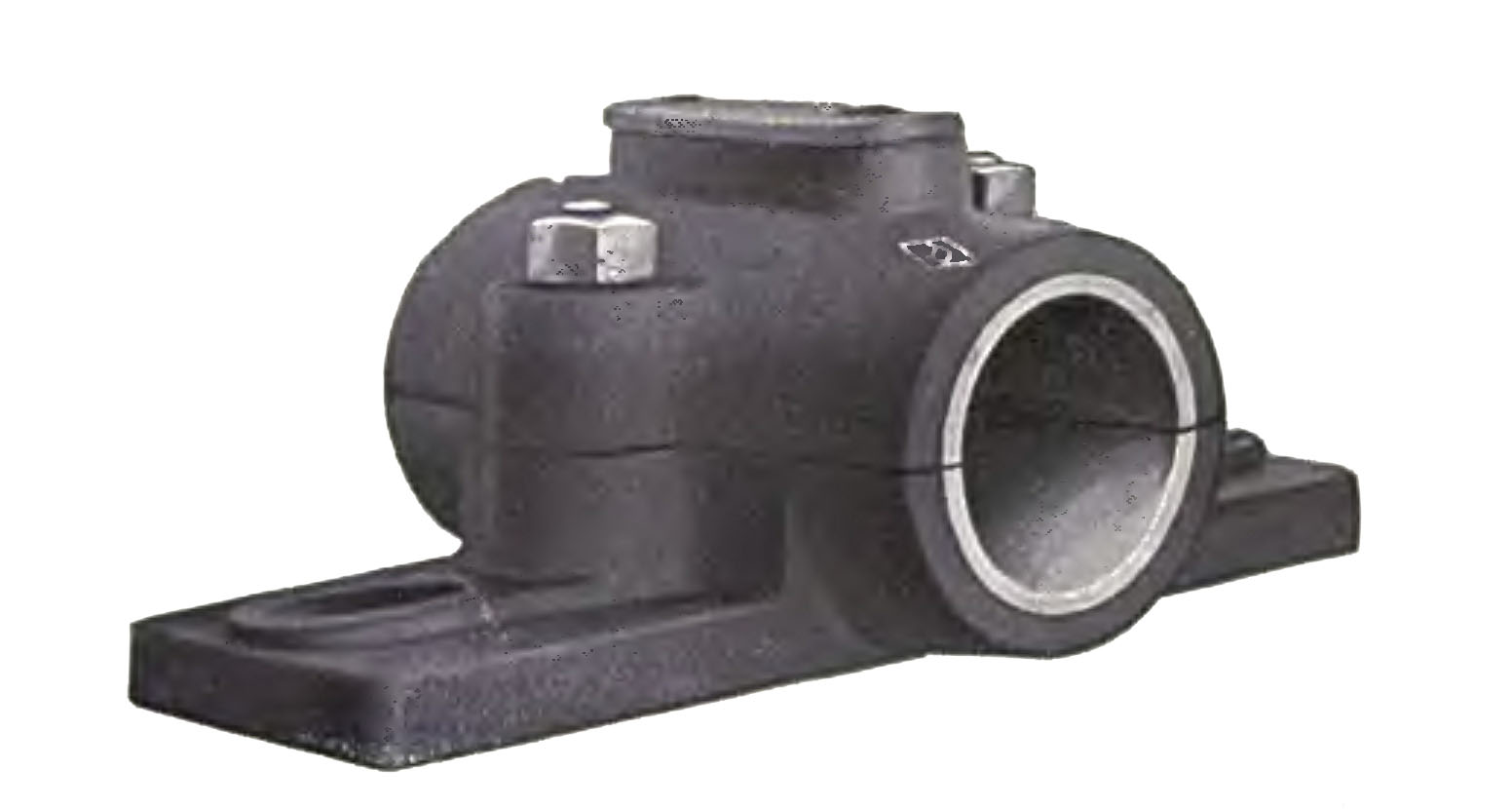
Radiales Gleitlager

Radiales Wälzlager

### Gleitlager
Im Gleitlager können die beiden sich gegeneinander bewegenden Teile gegebenenfalls in direktem Kontakt stehen. Sie gleiten gegen den durch Gleitreibung verursachten Widerstand. Dieser kann niedrig gehalten werden durch Wahl einer reibungsarmen Materialpaarung, durch Schmierung oder durch Erzeugen eines Schmierfilms, der die beiden Kontaktflächen voneinander trennt. Je nach Art der Schmierung unterscheidet man zwischen ungeschmierten bzw. selbstschmierenden Gleitlagern, hydrodynamischen Gleitlagern und hydrostatischen Gleitlagern. Als trennender Film kommt neben Flüssigkeiten (meistens Öl, seltener Wasser) auch Luft (Luftlager) vor.
Wenn sich die beiden Teile berühren, was bei ungeschmierten bzw. selbstschmierenden Gleitlagern der Fall ist, entsteht in den Kontaktflächen Verschleiß, der gegebenenfalls die Lebensdauer begrenzen kann.
→ Hauptartikel: Hydrodynamisches Gleitlager
Hingegen bei hydrodynamischen Gleitlagern „schwimmt“ der Gegenlaufpartner auf dem Schmierfilm, was die Reibung auf ein Minimum reduziert und eine nahezu reibungsfreie Bewegung ermöglicht. Der Druck im Schmierstoff hebt den Gegenlaufpartner an und trennt ihn von dem Lager, wodurch ein tragender Schmierfilm entsteht und der Gegenlaufpartner auf dem Schmierfilm „schwimmt“.
Ein hydrostatisches Gleitlager nutzt unter Druck zugeführtes Fluid (etwa durch eine Ölpumpe), um einen Schmierfilm zwischen den Lagerflächen zu erzeugen. Der Schmierfilm verhindert den Kontakt zwischen bewegten Elementen und den Lagerflächen und ermöglicht idealerweise eine nahezu reibungsfreie Bewegung. Im Gegensatz zum hydrodynamischen Gleitlager, bei dem der Schmierfilm durch die Relativbewegung der Welle selbst erzeugt wird, ist das hydrostatische Lager unabhängig von Bewegung und Belastung des Lagers.

### Wälzlager
Beim Wälzlager stützen sich die relativ zueinander bewegten Teile über mitlaufende Wälzkörper aufeinander. An den wandernden Berührungsstellen verformen sich die Laufflächen und die Wälzkörper elastisch, was zu einem Rollwiderstand infolge innerer Reibung führt. In den meisten Lagern werden die Wälzkörper auf gleichmäßigen Abstand untereinander mit Hilfe eines Käfigs gehalten, gegen den sie reiben. In der Summe haben Wälzlager dennoch einen deutlich kleineren Bewegungswiderstand als Gleitlager.
Die relative Geschwindigkeit der Wälzkörper (im Schwerpunkt und des Käfigs) ist gegen die beiden Teile, auf denen sie rollen, je die Hälfte derer relativen Geschwindigkeit: Sie und der Käfig werden mit halber Geschwindigkeit mitgenommen.
In einem für kleine hin und her drehende Bewegungen verwendeten Schneidenlager findet auch eine Wälzbewegung statt. Es laufen keine Wälzkörper um, sondern die beiden aufeinander zu lagernden Teile machen eine gegenseitige kleine hin- und hergehende Wälzbewegung. Die Wälzflächen sind sehr klein (die Schneide des Lagers ist spitz gerundet). Anwendungen gibt es in Waagen, Pendeluhren und anderen Messgeräten mit beweglichen Teilen.

## Lagerung einer Welle
Eine rotierende Welle bedarf zweier Radiallager und eines Axiallagers zur statisch bestimmten Positionierung.
Sind zwei gegeneinander gerichtete Axiallager vorhanden, so sind besondere Maßnahmen erforderlich, um die thermische Längsdehnung der Welle nicht zu behindern.
Die häufig verwendeten Rillenkugellager sind nicht nur radial, sondern zu einem gewissen Grad auch axial belastbar. Um die thermische Dehnung nicht zu behindern, wird nur ein Lager im Gestell und auf der Welle axial fixiert, das „Festlager“. Alle weiteren Lager werden als „Loslager“ entweder im Gestell oder auf der Welle axial verschieblich verbaut. Als Loslager kann beispielsweise auch ein Gleitlager oder ein Rollenlager als ein in sich axial verschiebliches Lager verwendet werden.

## Andere Lagerarten
- Magnetlager ermöglichen die Übertragung von Lagerkräften, ohne dass beide Teile Kontakt miteinander haben.
- Für hin und her drehende Bewegungen von geringem Umfang können beide Teile auch über einen elastischen dritten Teil (einer Feder) miteinander verbunden werden: Federgelenk eines Uhrenpendels, Torsionspendel in der Drehpendeluhr, Spannband in Drehspulmesswerken und anderes. Bei diesen Beispielen ist der elastische Widerstand Teil der Funktion. Er wird aber gelegentlich in Kauf genommen zu Gunsten der prinzipiellen Spielfreiheit, die mit einem Federgelenk erreichbar ist. Siehe auch: Festkörpergelenk
- Es ist außerdem möglich, Gelenke aus dem Grundwerkstoff des Bauteils, durch eine gezielte Schwächung an definierten Stellen zu realisieren, die eine Biegung und somit eine Relativbewegung an diesem Festkörpergelenk ermöglichen. Dieses Prinzip findet bei hoch präzisen Positionieraufgaben in der Mikrosystemtechnik genauso seinen Einsatz, wie bei der Herstellung von günstigen Produkten aus Kunststoff.
- Lager im Bauwesen sind in der Regel keine Führungselemente. Sie tragen Lasten ab, „lagern“ Bauteile auf anderen, zum Beispiel Brücken auf Fundamenten. Nur zum Ausgleich von Dehnungen kommen entsprechende, gering bewegliche Loslager vor. Zur spannungsfreien thermischen Dehnung von Brücken beispielsweise werden Loslager mit einer Gleitschicht aus PTFE oder einer Rolle eingesetzt, die zwischen Brückenkörper und Auflager liegt.

## Lagerluft
Lagerluft bezeichnet das Spiel, also die minimale Beweglichkeit einer Lagerung in einer Richtung, in der eigentlich keine Bewegung vorgesehen ist.
Eine gewisse Lagerluft ist fertigungstechnisch unvermeidbar. In vielen Anwendungsfällen ist eine bestimmte Lagerluft erwünscht.
Die Lagerluft eines unbelasteten Lagers wird auch als geometrisches Lagerspiel bezeichnet.
Die Lagerluft kann sich verringern, wenn das Lager beim Einbau eingepresst wird (Presspassung). Durch Erwärmung beim Betrieb verringert sich häufig die Lagerluft, in selteneren Fällen kann sie sich auch vergrößern. Die während des Betriebs festzustellende Lagerluft wird häufig als Lagerspiel oder Betriebsspiel bezeichnet. Durch Verschleiß des Lagers nimmt das Lagerspiel zu.
Die anfängliche Lagerluft von Wälzlagern wird von den Herstellern mit den Nachsetzzeichen CN bis C5 angegeben.
Bei Radiaxlagern (z. B. Rillenkugellagern) wird zwischen radialer und axialer Lagerluft unterschieden. Das radiale Spiel wird senkrecht zur Mittelachse des Lagers gemessen, das axiale Spiel an der Mittelachse.
Bei Kugellagern ergibt sich die höchste Lebensdauer bei einem Lagerspiel nahe null oder einer minimalen Vorspannung.
Bei Kegel- und Zylinderrollenlagern ist ein geringes Betriebsspiel vorzuziehen.